# Taxithelium stenosekos
Taxithelium stenosekos är en bladmossart som beskrevs av Brotherus 1908. Taxithelium stenosekos ingår i släktet Taxithelium och familjen Sematophyllaceae. Inga underarter finns listade i Catalogue of Life.